# Episodi di Immaturi - La serie
La serie televisiva Immaturi - La serie, formata da 8 episodi, è andata in onda in Italia su Canale 5 dal 12 gennaio al 9 marzo 2018.
| nº | Titolo     | Prima TV Italia  |
| -- | ---------- | ---------------- |
| 1  | Episodio 1 | 12 gennaio 2018  |
| 2  | Episodio 2 | 19 gennaio 2018  |
| 3  | Episodio 3 | 26 gennaio 2018  |
| 4  | Episodio 4 | 2 febbraio 2018  |
| 5  | Episodio 5 | 16 febbraio 2018 |
| 6  | Episodio 6 | 23 febbraio 2018 |
| 7  | Episodio 7 | 2 marzo 2018     |
| 8  | Episodio 8 | 9 marzo 2018     |

## Episodio 1
Lorenzo Romanini è un agente immobiliare ed è il classico "bamboccione" che vive ancora con i genitori e che non vuole andare a vivere da solo, per la disperazione del padre Maurizio. Piero Mistico è un conduttore radiofonico che è single e che, per non impegnarsi mai in una relazione, racconta alle sue fiamme Cinzia e Sandra di essere sposato e di avere un figlio. Virgilio ha un'attività di noleggio DVD che fatica a decollare e ai tempi del liceo aveva litigato con il suo migliore amico Piero. Francesca Coppetti, chef di successo, pratica delle sedute per "curare" la sua dipendenza dal sesso e viene salvata dal suo tutor Gianni mentre sta baciando il collega Amodeo in macchina dopo una cena. Luisa Cappiello è una ragazza madre molto confusionaria che è a un passo dal diventare architetto. Serena Serafini è una donna ricca e viziata con un marito che è finito nel mirino della Guardia di Finanza mentre la figlia Lucrezia ha una relazione con Savino, figlio di un autista dell'Atac e quindi non appartenente al loro ceto sociale. Stefano ricompare dopo anni e racconta agli amici di essere diventato un prete. Tutti loro dopo 20 anni si ritrovano a dover ripetere l'esame di maturità poiché è stato annullato dal Ministero della Pubblica Istruzione, in quanto un membro della Commissione Esaminatrice non risulta in regola con il titolo di studio. Per questo motivo iniziano a frequentare le lezioni al Liceo Mamiani. Dopo qualche giorno si decidono a seguire le lezioni, anche Serena, che si ritrova così in classe con la figlia, e Virgilio, che rivede così Piero dopo tanti anni. Intanto il marito della Serafini si è dato alla latitanza mentre si scopre che l'intransigente prof di filosofia Claudia Russo di notte in realtà è una ballerina di pole dance.
- Ascolti Italia: telespettatori 4 607 000 – share 19,3%[1]

## Episodio 2
Serena è rimasta completamente senza soldi e vive in una pensione ma non deve saperlo nessuno. Quando la figlia viene sorpresa a rubare dei soldi da una compagna, la donna inizia a fare le consegne da Mimmo ‘’il Francese’’. Piero fa fatica a gestire le due amanti e finalmente riesce a chiarirsi con Virgilio che in realtà vent’anni prima non era andato a letto con la sua fidanzata Anita. Lorenzo e Luisa con la scusa dello studio iniziano a passare parecchio tempo insieme ma entrambi non si decidono a fare il primo passo. Intanto Francesca impazzisce per il nuovo prof di matematica Daniele Di Giulio. Il gruppo decide di pressare la prof Russo ma poi in un finto tentativo di rapina Piero ha la peggio perché riceve da lei un pugno e finisce in ospedale. Qui trovano anche Di Giulio che è stato accompagnato lì da Francesca dopo essere stato aggredito da alcuni malviventi fuori dal suo ristorante. Virgilio scopre che la moglie avvocato lo tradisce e così senza dirle niente va via di casa trovando poi ospitalità da Piero. Serena e Lucrezia, dopo essere state mandate via dalla pensione e aver dormito in una hall di un hotel, contattano un'agenzia per ottenere un magazzino ma quando si presenta per puro caso Lorenzo sono costrette a raccontargli la verità.
- Ascolti Italia: telespettatori 3 730 000 – share 16.1%[2]

## Episodio 3
I ragazzi vengono interrogati di proposito dalla prof. Russo e prendono tutti 2 in filosofia. Serena si trova bene lavorando con Mimmo. Piero si trova in difficoltà perché Sandra lo perseguita mentre Cinzia gli chiede una foto del presunto figlio e così gliene mostra una della figlia di Virgilio da piccola. Lorenzo e Luisa praticano lo speed date sul tram per trovare l'anima gemella. Virgilio torna a casa per prendersi alcune cose e se ne va di nuovo senza dare spiegazioni alla moglie; intanto inizia a sentirsi con la compagna Doriana. La prof. Russo inizia a prendersi cura di Simona Fabbri, un'alunna difficile, ma deve pensare anche ai suoi problemi. Il prof. Di Giulio torna a lezione e aiuta Francesca durante la verifica; fuori scuola l'alunna però lo rimprovera duramente. Arriva il giorno del colloquio dei docenti con i genitori: Virgilio e Serena cercano di corrompere la prof. di Latino, Francesca viene invitata fuori da Di Giulio, i genitori di Lorenzo cercano di impietosire la Russo mentre Piero cerca di addolcirla. Serena inizia ad aprirsi con Gigi, il papà di Savino, anche se continua a non dirgli la verità sulla sua situazione precaria. Piero riesce a farsi invitare a cena a casa della Russo ma l'appuntamento salta perché è costretto a rimanere con Cinzia e a tenerla buona. Francesca aspetta a vuoto Di Giulio che non ha resistito alla tentazione del gioco e così decide di portarsi a letto il cameriere ma, una volta arrivata a casa, lo lascia fuori dalla porta. Un nuovo dating di Luisa va male anche perché Lorenzo, che è a casa sua per fare il babysitter di sua figlia Emma, continua a chiamarla. Come paradosso Virgilio viene citato in causa dalla moglie per abbandono di tetto coniugale. Serena si decide a chiamare Gigi: stanno tutta la notte al telefono per poi accordarsi per un appuntamento a cena prima di essere quasi scoperti dai figli. Piero per farsi perdonare vuole consegnare dei fiori alla Russo ma lei lo sorprende consegnandogli le domande dalla verifica di storia. La professoressa in realtà lo inganna dato che poi durante il compito le domande risultano essere diverse.
- Ascolti Italia: telespettatori 3 338 000 – share 14.6%[3]

## Episodio 4
Al Liceo Mamiani è tempo di occupazione e varie vicende dei protagonisti si intrecciano durante questo periodo. Daniele cerca di riappacificarsi con Francesca, ma questa lo respinge. Piero continua il suo piano per "addolcire" la professoressa Russo e con l'espediente di salvarla dagli studenti inferociti si apparta con lei in aula professori e a sorpresa la bacia; la Russo, mentre cercano di uscire dalla scuola tramite delle scorciatoie, dice a Piero che la cosa non dovrà più succedere perché, nonostante siano coetanei, lei è comunque la sua insegnante. Virgilio continua a recitare la parte del "corteggiatore misterioso" di Doriana, che sembra sempre più presa da questo personaggio che non ha ancora visto, ma del quale si sta innamorando, facendo nascere delle gelosie nel suo ragazzo, che scopre tutto e le dà un ultimatum: o chiude con il corteggiatore o chiude con lui. Luisa deve rientrare urgentemente a casa perché la figlia Emma ha la febbre molto alta e Lorenzo si offre di riaccompagnarla; ha dimenticato però gli occhiali a casa, senza i quali non può guidare, e chiede a Lorenzo di guidare al posto suo. Quest'ultimo però si rifiuta, confessando di non aver mai preso la patente. Luisa, seccata, ferma un taxi, nel quale incontra Flavio, un pilota, del quale si invaghisce. Lorenzo, triste per aver discusso con Luisa, fa rientro a scuola dove nel frattempo Virgilio con la chitarra crea un momento di aggregazione coi propri amici, al quale poi si aggiungono i loro compagni di classe più giovani, creando un momento di vicinanza tra i due mondi fino a quel momento così distanti. Serena intanto continua a vedersi di nascosto con Gigi (il padre di Savino) tenendolo sempre all'oscuro delle condizioni disagiate in cui al momento è costretta a vivere; quando però Gigi le chiede di salire, lei con delle scuse lo respinge e lui si offende, sostenendo che la motivazione è che lui è un semplice autista di autobus e non è ricco abbastanza per poter stare con lei. Daniele intanto perde un sacco di soldi e la moto durante una partita di poker andata male; il giorno dopo, mentre aspetta il suo caffè in un bar, gioca al video-poker e perde, riversando la sua frustrazione sulla macchina prendendola a pugni e venendo cacciato dal proprietario del locale. Una ragazza all'interno del bar, vedendo la scena, ferma Daniele dandogli il biglietto da visita di un centro di riabilitazione per persone con dipendenze patologiche, nel quale decide di andare. Con grande sorpresa, scopre che anche Francesca frequenta lo stesso centro e fraintende pensando che sia lì per una dipendenza da alcool invece che sessuale. Piero convince Lorenzo ad intrufolarsi di notte all'interno della scuola per modificare i voti degli scrutini e rimediare illecitamente alle loro carenze scolastiche; quando scopre che Simona Fabbri, che non si è mai presentata a scuola, risulta essere stata favorita dalla Russo, decide di affrontare la professoressa e i due hanno una discussione. Il giorno dopo Lorenzo, entrando nella scuola guida che sta frequentando per prendere la patente, incontra la bella istruttrice che aveva conosciuto per caso il giorno prima durante la vendita di una casa e vanno a prendere un caffè insieme.
- Ascolti Italia: telespettatori 2 955 000 – share 12.5%[4]

## Episodio 5
- Ascolti Italia: telespettatori 2 727 000 – share 12%[5]

## Episodio 6
- Ascolti Italia: telespettatori 3 026 000 – share 12.9%[6]

## Episodio 7
- Ascolti Italia: telespettatori 2 946 000 – share 12.3%[7]

## Episodio 8
- Ascolti Italia: telespettatori 2 879 000 – share 11.9%[8]